# In the Name of the King: A Dungeon Siege Tale
In the Name of the King: A Dungeon Siege Tale, også kendt som Dungeon Siege: In the Name of the King eller blot In the Name of the King, er en tysk-amerikansk action-fantasyfilm fra 2007 instrueret af Uwe Boll. De medvirkende tæller Jason Statham, Claire Forlani, Leelee Sobieski, John Rhys-Davies, Ron Perlman og Ray Liotta. Den er inspireret af computerspil-serien Dungeon Siege. Den engelsksprogede international produktion, der blev filmen i Canada. Den havde premiere på Brussels Festival of Fantastic Films i april 2007 og blev udgivet i biograferne i november samme år.
Den fik dårlige anmeldelser, og indspillede for blot $13,1 mio. mod et budget på $60 mio. På trods af dette er der blevet produceret to efterfølgere; In the Name of the King 2: Two Worlds (2011) og In the Name of the King 3: The Last Mission (2013) med andre skuespillere.

## Medvirkende
- Jason Statham som Farmer / Camden Konreid
- Leelee Sobieski som Muriella
- John Rhys-Davies som Merick
- Ron Perlman som Norick
- Claire Forlani som Solana
- Kristanna Loken som Elora
- Matthew Lillard som Duke Fallow
- Ray Liotta som Gallian
- Burt Reynolds som Kong Konreid
- Brian White som Commander Tarish
- Mike Dopud som General Backler
- Will Sanderson som Bastian
- Tania Saulnier som Talwyn
- Gabrielle Rose som Delinda
- Terence Kelly som Trumaine
- Colin Ford som Zeph